# قطعنامه ۱۳۷۰ شورای امنیت
قطعنامه ۱۳۷۰ شورای امنیت سازمان ملل متحد که در تاریخ ۱۸ سپتامبر ۲۰۰۱ تصویب شد، سندی بین‌المللی دربارهٔ بررسی وضعیت در سیرالئون است. این قطعنامه طی نشست ۴۳۷۴ام با ۱۵ رای موافق، ۰ مخالف و ۰ ممتنع تصویب شد.